# Styringomyia schmidiana
Styringomyia schmidiana är en tvåvingeart som beskrevs av Alexander 1957. Styringomyia schmidiana ingår i släktet Styringomyia och familjen småharkrankar. Inga underarter finns listade i Catalogue of Life.